# Enfield 8000
Enfield 8000 – elektryczny mikrosamochód produkowany przez brytyjsko-greckie przedsiębiorstwo Enfield w latach 1973 – 1976.

## Historia i opis modelu

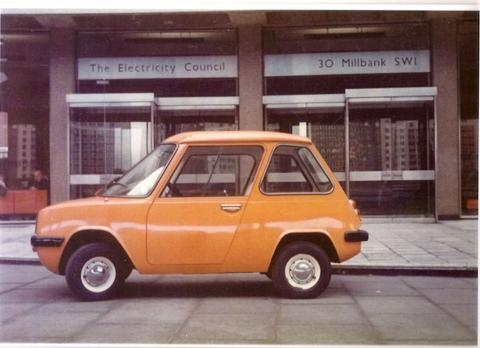
Enfield 8000 - sylwetka

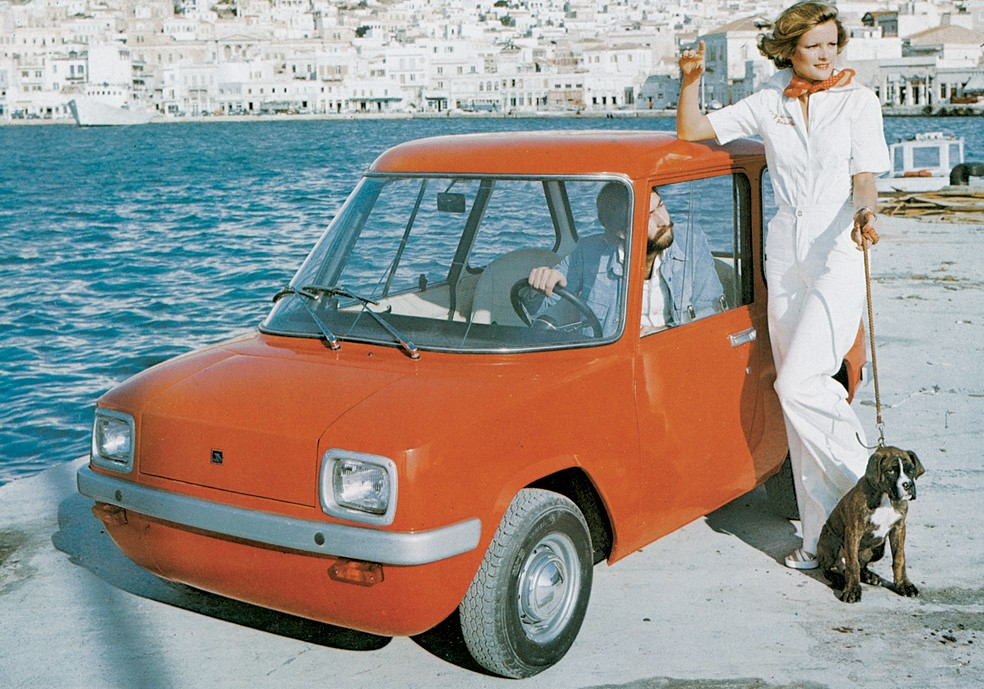
grecki Enfield 8000

Pomysł na niewielkiego miejskiego hatchbacka o napędzie elektrycznym pojawił się w 1973 roku, gdy w europejską gospodarkę uderzył Kryzys naftowy. Giannis Goulandris, grecki potentat branży stoczniowej i milioner, po zbudowaniu prototypu elektrycznego mikrosamochodu Enfield 465 w 1968 roku, zdecydował się opracować tym razem produkcyjny model przez swoją firmę działającą na brytyjskiej wyspie Wight. W efekcie, w 1973 roku zadebiutował większy i mocniejszy, lecz wciąż małych rozmiarów Enfield 8000.
W porównaniu do poprzedniej konstrukcji brytyjsko-greckiego przedsiębiorstwa, 8000 zyskał bardziej regularne proporcje nadwozia. Charakterystyczną cechą stały się odsuwane drzwi boczne po stronie pasażera, a także duża powierzchnia przeszklona. Układ zawieszenia został zapożyczony z brytyjskiego minisamochodu, Hillmana Imp.

### Sprzedaż
Produkcja Enfielda 8000 rozpoczęła się w 1973 roku w siedzibie Enfield Automotive w brytyjskim Cowes na wyspie Wight, by następnie przenieść ją do Grecji z inicjatywy właściciela przedsiębiorstwa pochodzącego z tego kraju. Samochód zniknął z rynku w 1976 roku, a podczas 3 lat zbudowano łącznie 120 sztuk elektrycznego mikrosamochodu.

### Dane techniczne
Enfield 8000 był samochodem w pełni elektrycznym, który wyposażony był w silnik o mocy 8 KM, rozwijając przez to maksymalną prędkość 77 km/h. Pakiet akumulatorów kwasowo-ołowiowych umożliwiał na jednym ładowaniu przejechanie w warunkach miejskich maksymalnie około 64 kilometry.